# No Way (luchador)
Levis Valenzuela Jr. (30 de mayo de 1988) es un luchador profesional dominicano-estadounidense.

## Carrera

### Circuito Independiente (2013-2015)
El 17 de mayo de 2013, Valenzuela hizo su debut en la CWF Mid-Atlantic como Manny García', perdiendo ante Ric Converse. El 3 de mayo de 2014, derrotó a Mark James para ganar el Campeonato de Televisión de la CWF Mid-Atlantic. El 6 de diciembre de 2014, Manny perdió el título ante Chris Lea. El 27 de diciembre de 2014, Manny re-conquistó el Campeonato de Televisión. El 21 de marzo de 2015, Manny perdió su título en un Fatal 4 Way, donde Chet Sterling salió como vencedor.
Además de la CWF Mid-Atlantic, García también apareció en otras promociones incluyendo a Fire Star Pro Wrestling y OMEGA Championship Wrestling. 
En abril de 2015, se informó de que Valenzuela había firmado un contrato con la WWE.

### WWE (2015-2020)

#### NXT Wrestling (2015-2018)
En abril de 2015, se informó que Valenzuela firmó un contrato con WWE. El 10 de abril de 2015, Valenzuela fue anunciado como uno de los 11 nuevos fichajes para comenzar a entrenar en el WWE Performance Center. Luchando bajo su nombre real, Valenzuela hizo su primera aparición en NXT como un talento de mejora, formando equipo con Elias Samson en un combate por equipos de etiqueta, perdiendo ante Alpha estadounidense. Valenzuela luego comenzó a hacer apariciones frecuentes en los shows de la casa NXT durante el resto de 2015 y la primera parte de 2016. 
En abril de 2016, las viñetas comenzaron a transmitirse en vivo el debut de Valenzuela, ahora re-empaquetado como No Way Jose. Hizo su debut oficial en el episodio del 20 de abril de 2016 de NXT, derrotando a Alexander Wolfe. En el episodio del 22 de junio de NXT, José interrumpió a Austin Aries durante su entrevista en el backstage y le dijo que se sintiera positivo luego de la pérdida de Aries en NXT TakeOver: The End. Más tarde esa noche, José derrotó a Josh Woods. Aries luego salió y terminó bailando con José, pero luego atacó a José. Después de semanas de perder NXT, José atacó a Aries después del combate de Aries en el episodio del 20 de julio de NXT, José corrió a Aries afuera al vestuario. Aries derrotó a José en NXT TakeOver: Brooklyn II .
Entonces, José entró en una pelea con Eric Young y la facción SAnitY llamándolos después de que interrumpieron un combate entre Rich Swann y Kona Reeves. Esto llevó a un asalto a José. En el episodio del 30 de noviembre de NXT, José se enfrentó a Eric Young en un esfuerzo de pérdida. En el episodio del 7 de diciembre de NXT, José y Rich Swann enfrentaron nuevamente al equipo de Eric Young y Alexander Wolfe en un esfuerzo de pérdida. José continuó peleando con SAnitY, formando una alianza con Tye Dillinger y Roderick Strong para luchar contra la facción a principios de 2017. Estaba programado para formar equipo con Dillinger, Strong y Ruby Riot contra SAnitY en NXT TakeOver: Orlando, pero fue atacado por SAnitY antes del espectáculo. Fue reemplazado por Kassius Ohno en el combate, que finalmente fue ganado por SAnitY.

#### Raw (2018-2020)
El 9 de abril en Raw después de WrestleMania 34, José debutó en el plantel principal, derrotando a un competidor local (John Skyler) en menos de un minuto. El 16 de abril apareció en un segmento en backstage invitando a Renee Young a bailar mientras esta entrevistaba a Jinder Mahal. El 23 de abril se enfrentaría a Baron Corbin pero mientras José hacía su salida Corbin lo atacó. El 30 de abril en Raw derrotó a Corbin después de que este se distrajo con Titus O'Neil aplicando un Roll-Up a Corbin llevándose la victoria. En el episodio 7 de mayo en Raw el y Titus Worldwide fueron derrotados por Corbin y The Revival.
Luego entraría en una rivalidad con Mojo Rawley, con el cual tuvo varias luchas las cuales perdió, sin embargo durante los siguientes meses aparecería esporádicamente y tendría luchas en Main Event enfrentándose a Curt Hawkins, Mojo Rawley, Mike Kanellis y a Jinder Mahal.
Empezando el 2019, en el episodio de Main Event del 25 de enero perdió frente a Mojo Rawley.
Participó en el Royal Rumble Match entrando como el número #15 siendo eliminado en 2 segundos por Samoa Joe y después fue atacado por Drew McIntyre. Luego siguió teniendo combates en Main Event perdiendo ante luchadores como Jinder Mahal, EC3, Mojo Rawley & Rezar. En Wrestlemania 35 participó en The André the Giant Memorial Battle Royal Match siendo eliminado por Ali. Luego en Main Event siguió perdiendo frente a EC3, hasta mayo en Raw cuando inauguraron el Campeonato 24/7 siendo parte de los luchadores que perseguirían al campeón para conseguir el título, sin embargo no logró ganarlo.
En el Raw del 12 de agosto perdería ante Robert Roode, para en las siguientes semanas en Raw seguir persiguiendo el Campeonato 24/7, sin éxito alguno en conseguirlo, ya sea R-Truth o Drake Maverick el campeón vigente.
Estuvo luchando en Main Event ante Mojo Rawley, perdiendo cada lucha.
En el Kick-Off de WWE Crown Jewel, participó en la 20-Man Battle Royal Match por una oportunidad al Campeonato de los Estados Unidos de AJ Styles, sin embargo fue eliminado por Erick Rowan. 
En el Main Event transmitido el 5 de diciembre derrotó a Eric Young, siendo su primera victoria en el año, y la siguiente semana en la transmisión del Main Event del 12 diciembre fue derrotado por Eric Young.
Empezando el 2020, fue derrotado por Drew McIntyre en el Raw del 6 de enero. En el Raw del 27 de enero se enfrentó a Mojo Rawley por el Campeonato 24/7, sin embargo perdió. En la Transmisión del Main Event del 27 de febrero fue derrotado por Shelton Benjamin.
El 15 de abril se anunció en el sitio web oficial de la WWE que No Way Jose fue despedido, junto con varias superestrellas.

### Regreso al circuito independiente (2020-2021)
Después de su liberación de la WWE, Valenzuela comenzó a aceptar reservas bajo el nombre de ring Levy Valenz.

### Impact Wrestling (2021)
El 17 de julio de 2021, en Slammiversary, Valenz, bajo el nombre de ring No Way hizo su debut para Impact Wrestling siendo revelado como el misterioso compañero de Fallah Bahh en la lucha por equipos de Four-way por el Campeonato Mundial en Parejas de Impact. Sin embargo, el combate finalmente lo ganarían The Good Brothers (Doc Gallows y Karl Anderson).

## En lucha
- Movimientos finales
  - Como No Way Jose
    - Fastball Punch (Knockout punch, con burlas) También conocido como la Manigueta, la cual es un homenaje al campeón del mundo Jack Veneno luchador ícono de República Dominicana.[1]
    - Wristlock full nelson slam[2]

  - Como  Manny García
    - Sitout crucifix powerbomb
- Movimientos de firma
  - Airplane spin transitioned into a rolling fireman's carry slam[3][1]
  - Bodyslam[1]
  - Flying snapmare[2]
  - Leg drop
  - Fireman's carry cutter
  - Falcon Arrow
  - Reverse Atomic Drop
  - One-Hanted Bulldog

- Apodos
  - "El Jefe"

## Campeonatos y logros
- CWF Mid-Atlantic
  - CWF Mid-Atlantic Television Championship (2 veces)

- Fire Star Pro Wrestling
  - FSPW South Eastern Championship (1 vez)

- Pro Wrestling Illustrated
  - Situado en el Nº334 en los PWI 500 de 2016[4]